# Chris Windom

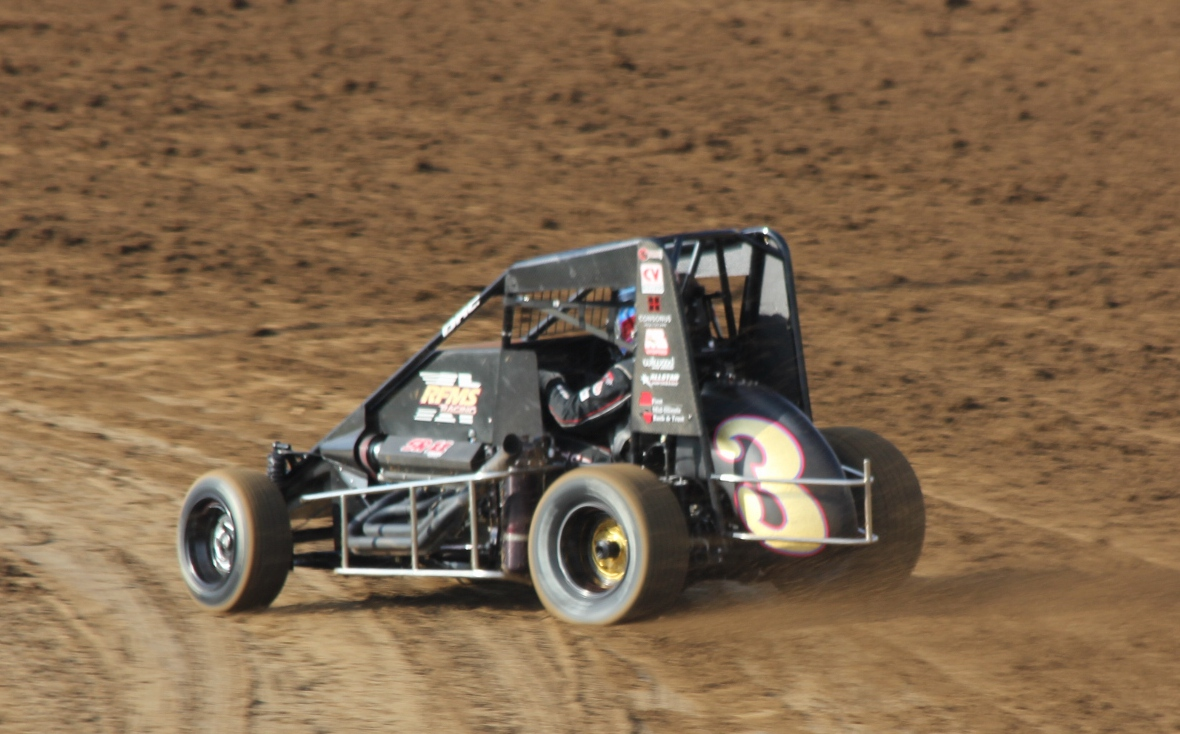
Windom in een USAC Midget in 2014.

Chris Windom (Canton, Illinois, 24 december 1990) is een Amerikaans autocoureur.

## Carrière
Windom begon zijn autosportcarrière in 2006 in de midget cars. Vanaf 2008 kwam hij ook uit in de sprintcars en behaalde hier vele successen; in 2016 won hij hierin het USAC Silver Crown Championship en in 2017 werd hij kampioen in het USAC National Sprint Car Championship. Ook won hij in 2011 en 2018 de Indiana Sprint Week, in 2017 en 2018 de Eastern Storm en in 2011 en 2015 de Little 500, die veel aanzien kent binnen de sprintcars.
Windom neemt ook deel aan stockcarkampioenschappen; hij maakte tussen 2011 en 2015 zeven starts in de ARCA Racing Series en behaalde in zijn eerste jaar zijn enige podiumplaats tijdens zijn thuisrace op het Illinois State Fairgrounds Racetrack. In 2017 en 2018 reed hij ook vijf races in de NASCAR Camping World Truck Series met een veertiende plaats op de Eldora Speedway in 2018 als beste finish.
In 2018 zou Windom zijn Indy Lights-debuut maken tijdens de race op de Indianapolis Motor Speedway bij het team Belardi Auto Racing met ondersteuning van Jonathan Byrd's Racing. Tijdens een testsessie maakte hij echter een crash mee, waardoor zijn auto te zwaar beschadigd was om te kunnen deelnemen. In 2019 kon hij wel zijn Indy Lights-debuut maken op hetzelfde circuit bij hetzelfde team. Vanwege een crash met David Malukas in de tweede ronde kon hij de race echter niet uitrijden.